# مدل جفت‌گیری آمیخته
مدل جفت‌گیری آمیخته (به انگلیسی: Mixed-mating model) یک مدل ریاضی است که سیستم جفت‌گیری یک جمعیت گیاهی را بر حسب درجه خودبارورسازی (self-fertilisation) توصیف می‌کند. این یک مدل نسبتاً ساده است که از چندین فرض ساده‌کننده استفاده می‌کند، به‌ویژه این فرض که هر رویداد بارورسازی ممکن است به عنوان خودبارورسازی یا لقاح بیرونی از یک جفت کاملاً تصادفی طبقه‌بندی شود؛ بنابراین، تنها پارامتر مدلی که باید برآورد شود، احتمال خودبارورسازی است.